# Квартет баяністів імені М. І. Різоля

Квартет імені Різоля в первісному складі

Квартет баяністів імені М. І. Різоля — український музичний колектив, заснований 1939 року Миколою Різолем, який очолював його до 1990 року. З 1946 колектив працює при Київській філармонії. У Першому складі квартету працювали також заслужені артисти України Раїса і Марія Білецькі та Іван Журомський. Пізніше їх замінили вихованці М. Ризоля — В'ячеслав Самофалов (другий баян), Анатолій Тихончук (баян-баритон), Володимир Одинцов (баян-контрабас). З 1992 до 2016 року ансамбль очолюва народний артист України Сергій Грінченко, з 2016 року — заслужений артист України Ігор Саєнко. У 2008 році ансамблю було присвоєння ім'я М. Різоля.
Станом на березень 2016 року ансамбль працював у складі:
- народний артист України Сергій Грінченко — перший баян
- заслужений артист України Олег Шиян — другий баян (з 1999 року)
- заслужений артист України Ігор Саєнко — баян-баритон (з 2002 року)
- заслужений артист України Роман Молоченко — баян-контрабас (з 1999 року)

У 2016 році до складу ансамблю увійшов лауреат міжнародних конкурсів Олексій Коломоєць (перший баян).
Ансамбль здобув звання переможців I премії Міжнародного конкурсу «Citta'di Castelfidardo» (Італія) і дипломанта Міжнародного конкурсу «Astor Piazzolla» (Італія).
У 2024 році до складу ансамблю увійшов лауреат міжнародних конкурсів В’ячеслав Мосейчук (другий баян).